# Kollumerland en Nieuwkruisland
Kollumerland en Nieuwkruisland (anhörenⓘ) (offizielle Abkürzung: Kollumerland c.a., westfriesisch Kollumerlân, Gronings Kölmerland en Nijkruusland) war eine Gemeinde der Provinz Friesland (Niederlande). Sie hatte 12.768 Einwohner (Stand: 30. September 2018).

## Orte
Der Verwaltungssitz war das große Dorf Kollum, das etwa 5.600 Einwohner hat.
Andere Orte in der Gemeinde waren (in Klammern der friesische Name, falls dieser stark vom niederländischen abweicht, die etwaige Einwohnerzahl (2006), sowie ein K, wenn das Dorf eine sehenswert Kirche hat, und ein M, wenn dort eine schöne alte Windmühle ist):
- Augsbuurt oder: Lutjewoud (Lytsewâld; 75; K)
- Burum (Boerum; 625; M)
- Kollumerpomp (De Pomp; 500)
- Kollumerzwaag (Kollumersweach; 3.100; K)
- Munnekezijl (Muntsjesyl; 500)
- Oudwoude (Aldwâld; 850; K)
- Triemen (350; K)
- Veenklooster (100)
- Warfstermolen (200)
- Westergeest (600; K)
- Zwagerbosch (Sweagerbosk; 600).

## Lage und Wirtschaft
Die Gemeinde liegt im äußersten Nordosten der Provinz und grenzt an die Provinz Groningen. In einigen Dörfern wird auch kein Friesisch gesprochen, sondern eine dem Groningsch verwandte niedersächsische Mundart, darunter das Kollumerpompsters in Kollumerpomp.
Außerhalb der Gemeinde, etwa 3,5 km südlich von Kollum, liegt der Kleinbahnhof Buitenpost an der Eisenbahnlinie Groningen–Leeuwarden. Eine gute Straße verbindet Kollum mit dem 14 km nordwestlich gelegenen Dokkum und nach Süden mit der Fernstraße zwischen Groningen und Leeuwarden, die aber keine Autobahn ist.

## Geschichte
- Kollum entstand bereits im frühen Mittelalter. Es war im 11.–13. Jahrhundert eine Siedlung entlang eines Deiches im Moor. Allmählich wurde das Moor urbar gemacht und in Acker- und Weideland umgewandelt. Im 17. Jahrhundert wurde für die Schifffahrt ein Kanal von Dokkum zum Wattenmeer gegraben. Dieser Kanal lief durch Kollum, was dem Dorf 150 Jahre lang wirtschaftliche Blüte durch Handel und Schifffahrt brachte.
- Kollumerzwaag wurde 1443 erstmals urkundlich erwähnt. Zwaag, Friesisch: sweach, ist ein altes Wort für „Wiese“.
- Bei Veenklooster gab es im 12. Jahrhundert ein Kloster der Prämonstratenser-Chorherren. Dieses Kloster wurde nach der Reformation im 16. Jahrhundert aufgelöst. An seiner Stelle wurde 1646 der Herrensitz Fogelsanghstate erbaut.
- Im Jahr 1580 wurde der Polder Nieuw-Kruisland eingedeicht. In diesem neuen Land entstanden die Dörfer Kollumerpomp, Munnekezijl und Warfstermolen. Am alten Seedeich, der zur Verteidigung gegen das Meerwasser nicht mehr nötig war, entstand Warfstermolen. Landeinwärts gab es bis ins 18. Jahrhundert eine karge Heidelandschaft, die ebenfalls urbar gemacht wurde; hier entstand u. a. De Triemen.

## Sehenswürdigkeiten
Diese konzentrieren sich im winzigen Veenklooster. Dort gibt es:
- das Herrenhaus Fogelsanghstate, das mit Möbeln, Bildern usw. aus dem 18. und 19. Jahrhundert ausgestattet ist. Auch besitzt das Haus eine schöne Sammlung Porzellan aus dem frühen 19. Jahrhundert. Es ist im Privatbesitz des bekannten Adelsgeschlechtes Van Harinxma thoe Slooten. Diese Familie hat das schöne Haus einer Stiftung zur Verfügung gestellt, die es von Anfang Mai bis Ende Oktober zur Besichtigung offenstellt. Der Landsitz wird von einem sehr schönen Park (Landschaftsstil, 19. Jahrhundert) umgeben. Dieser Park zieht jährlich Tausende von Liebhabern der historischen Gartenkultur heran.
- ein Landwirtschaftsmuseum (Landbouwmuseum), wo Geräte, Hausrat und Utensilien aus dem Bauernhof der Periode 1850–1950 gezeigt werden.
- Informationszentrum De Munnik (Der Mönch), ein Heimatmuseum und Fremdenverkehrsbüro.

Kollum hat im Ortskern zwei schöne, alte Kirchen und mehrere unter Denkmalschutz stehende Häuser. Es gibt auch zwei Campingplätze, aber keine Hotels. Der Ort ist ein guter Ausgangspunkt für Ausflüge in die Umgebung, z. B. zum Wattenmeer.

## Bilder

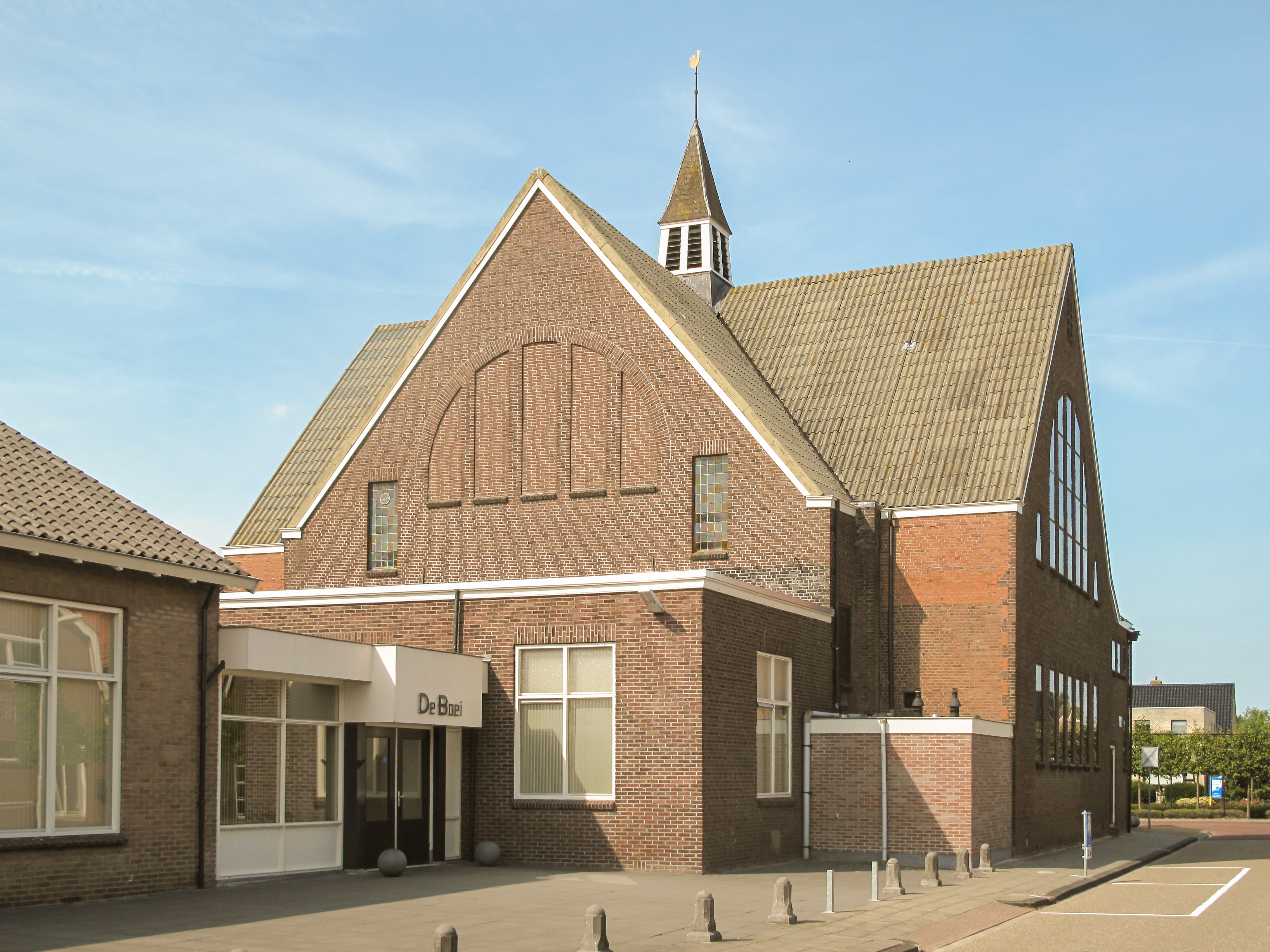
Kollumerzwaag, die reformierte Kirche (gereformeerd)
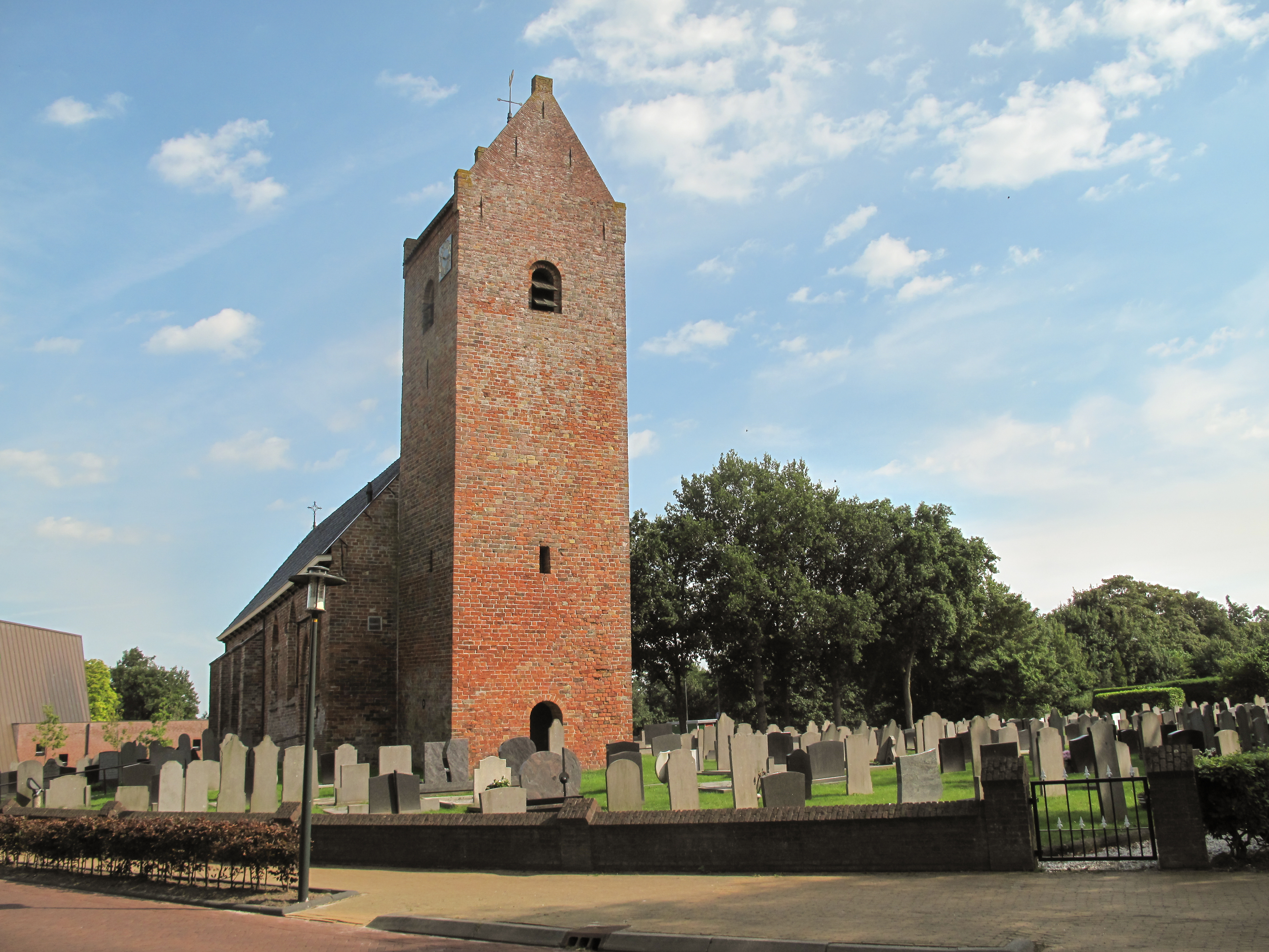
Kollumerzwaag, die reformierte Kirche (Nederlands Hervormd)
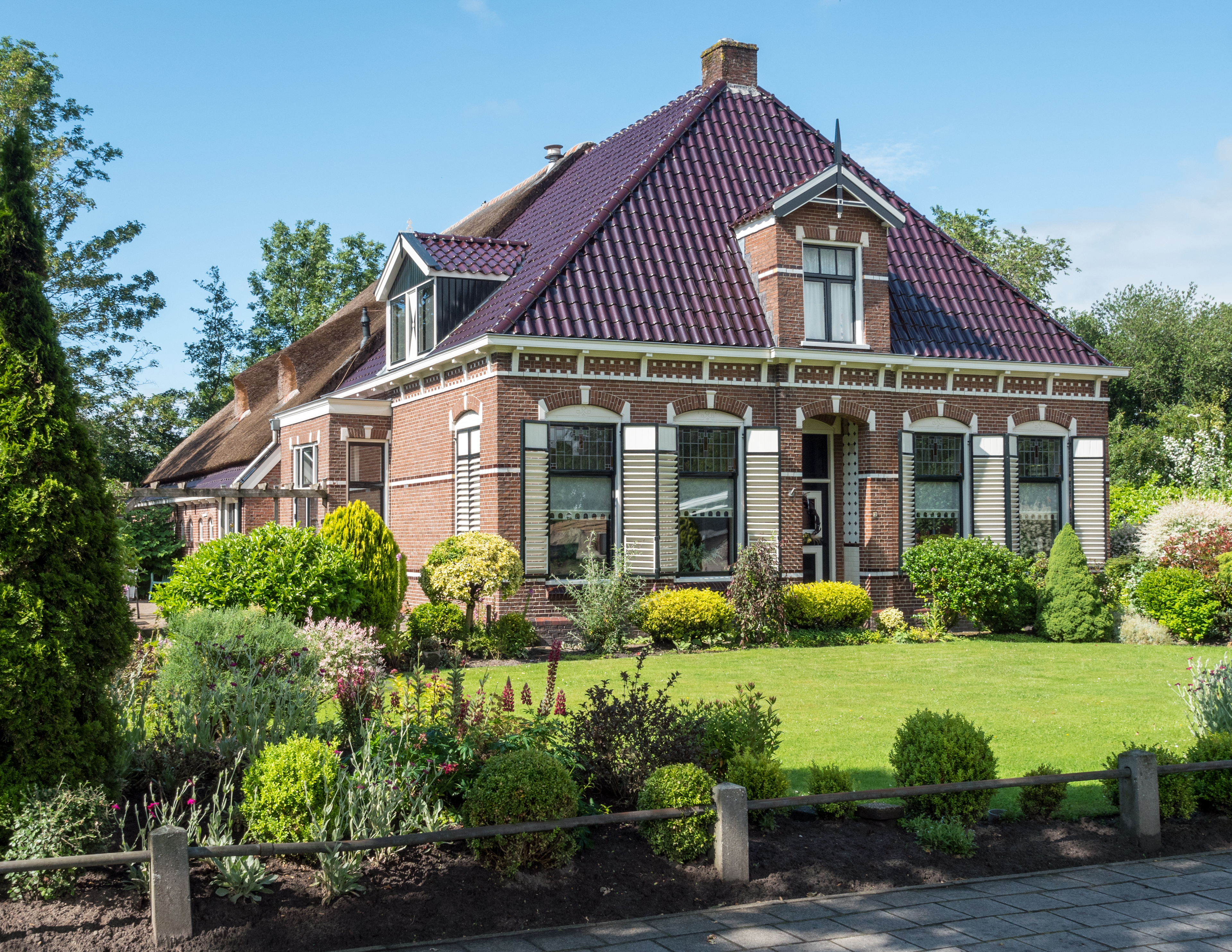
Voorstraat 3 in Kollum
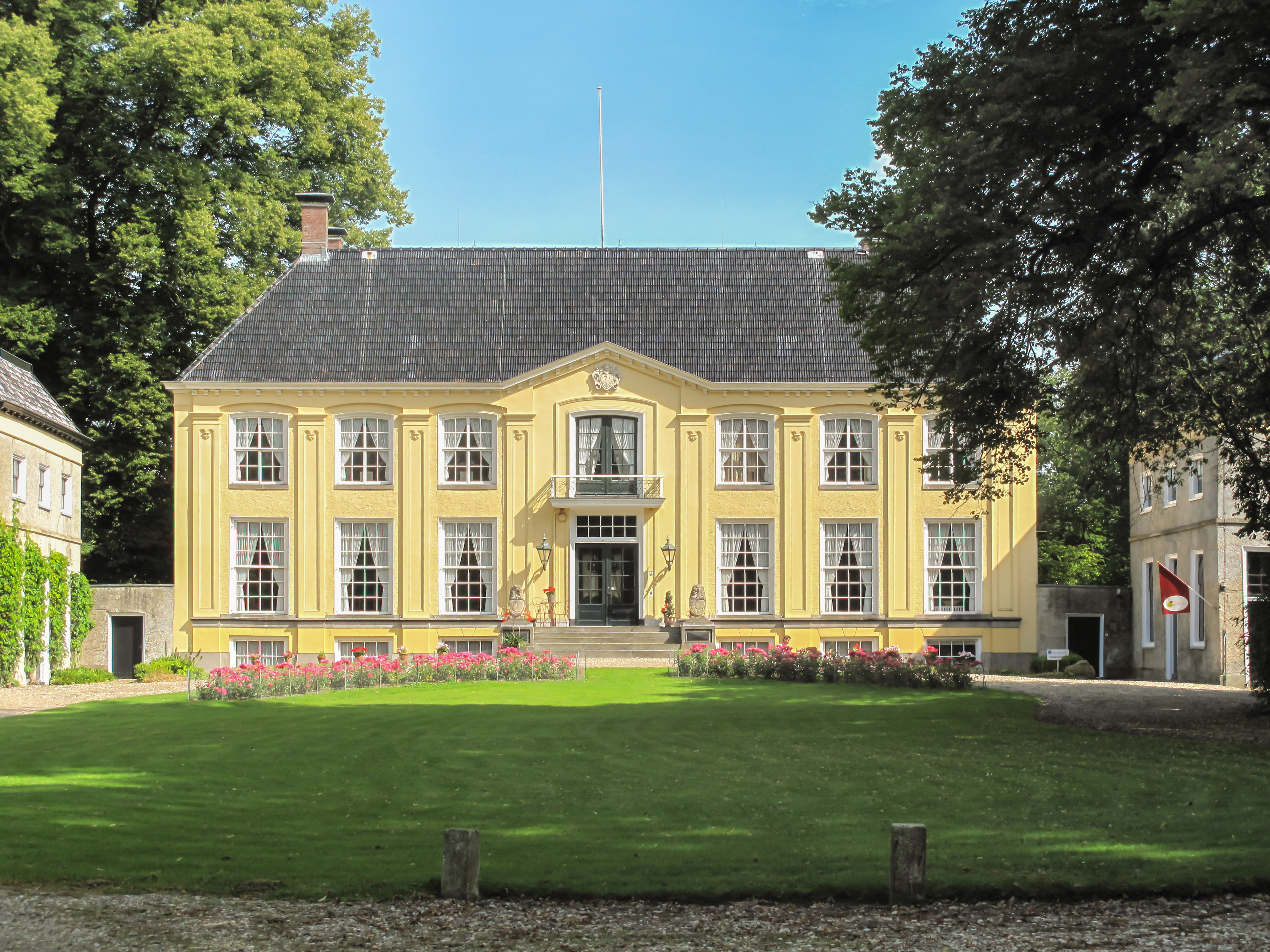
Veenklooster, Landhaus: de Fogelsangh State
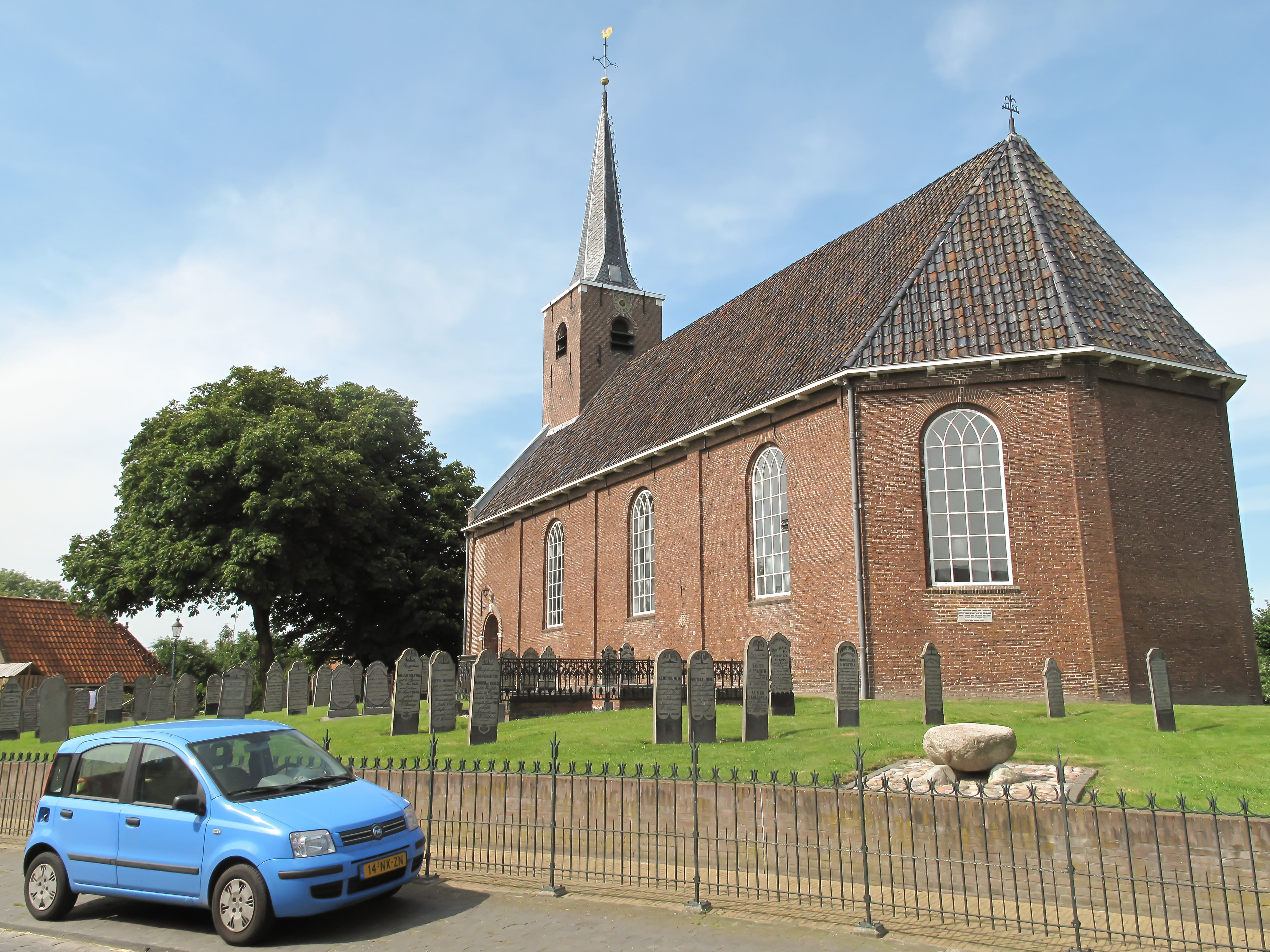
Burum, die reformierte Kirche
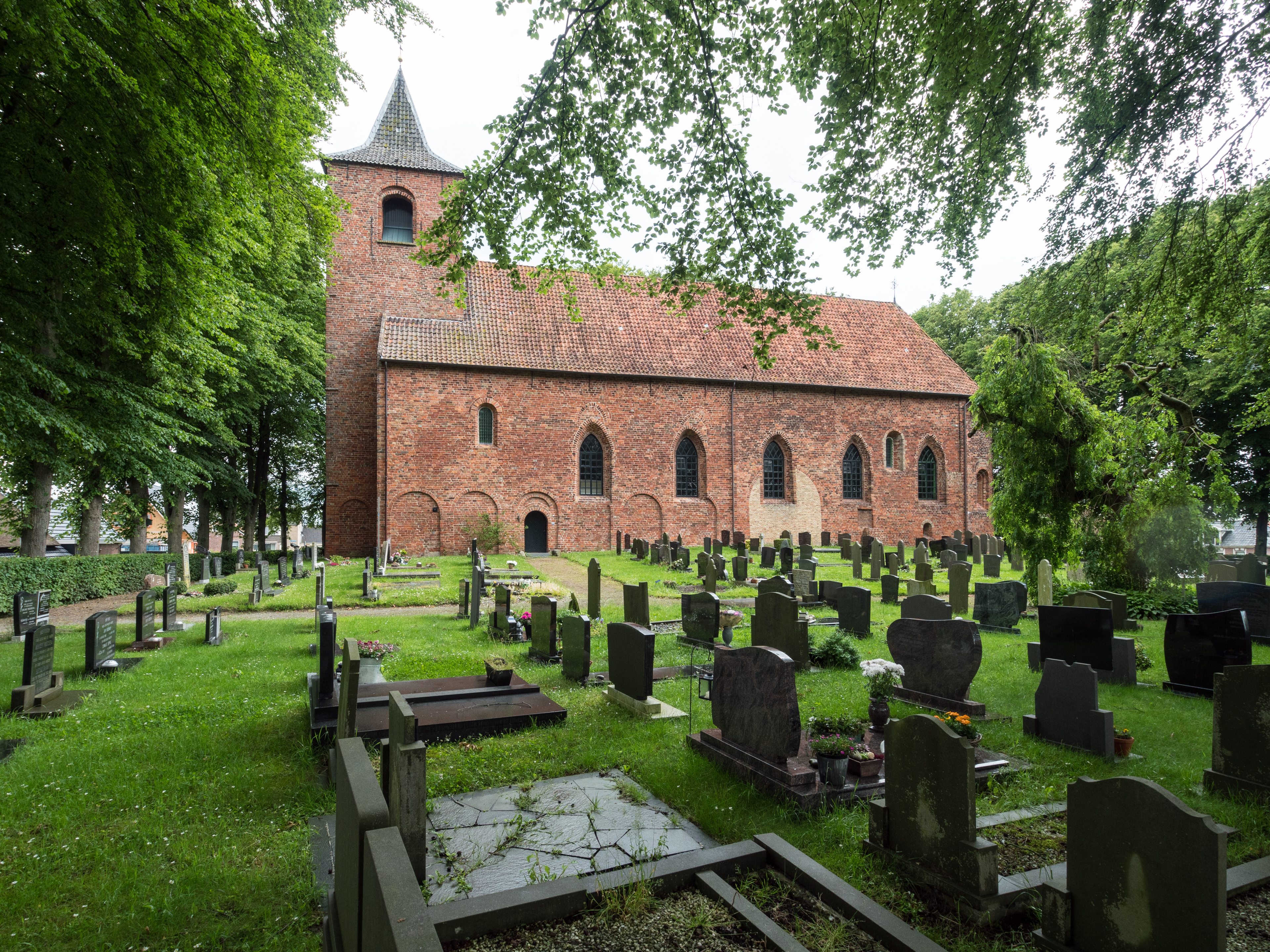
Reformierte Kirche Westergeest
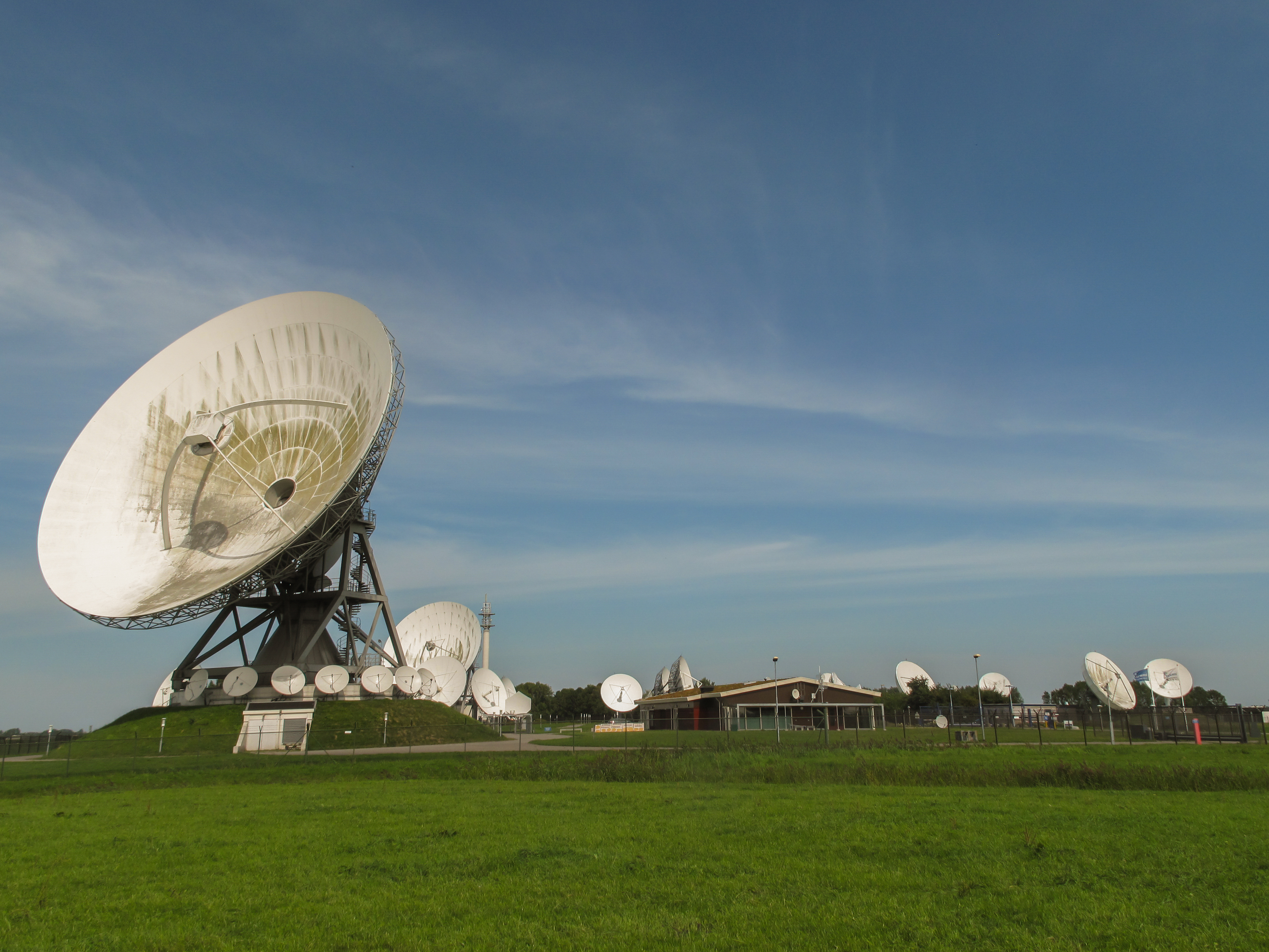
Zwischen Burum und Kollum, Parabolantenne (NSO-grondstation)

## Politik

### Fusion
Kollumerland en Nieuwkruisland wurde zum 1. Januar 2019 mit Dongeradeel und Ferwerderadiel zur neuen Gemeinde Noardeast-Fryslân zusammengeschlossen.

### Sitzverteilung im Gemeinderat
Die Kommunalwahlen vom 19. März 2014 ergaben folgende Sitzverteilung:
| Partei       | Sitze | Sitze | Sitze | Sitze |
| Partei       | 2002  | 2006  | 2010  | 2014  |
| ------------ | ----- | ----- | ----- | ----- |
| FNP          | 4     | 3     | 3     | 4     |
| CDA          | 6     | 5     | 5     | 4     |
| VVD          | 1     | 2     | 3     | 3     |
| PvdA         | 2     | 3     | 2     | 2     |
| ChristenUnie | 2     | 2     | 2     | 2     |
| Gesamt       | 15    | 15    | 15    | 15    |

Aufgrund der Fusion zum 1. Januar 2019 fanden die Wahlen für den Rat der neuen Gemeinde Noardeast-Fryslân am 21. November 2018 statt.

### Bürgermeister
Von 2001 bis zum Zeitpunkt der Gemeindeauflösung war Bearn Bilker (CDA) amtierender Bürgermeister der Gemeinde. Zu seinem Kollegium zählten die Beigeordneten Jan Benedictus (FNP), Jelle Boerema (VVD), Paul Maasbommel (PvdA) sowie der Gemeindesekretär Harmen Jonker.